# Townsendiella rufiventris
Townsendiella rufiventris là một loài Hymenoptera trong họ Apidae. Loài này được Linsley mô tả khoa học năm 1942.